# Nyctimystes dayi
Nyctimystes dayi és una espècie de granota que es troba a Austràlia.